# Ari Shavit

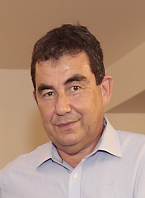
Ari Shavit 2014

Ari Shavit (geboren 1957 in Rehovot) ist ein israelischer Journalist. Er ist Autor des mehrfach ausgezeichneten Bestsellers My Promised Land: The Triumph and Tragedy of Israel von 2013. Shavit arbeitete in führender Position für die linksliberale Zeitung Haaretz.

## Leben
Ari Shavit ist der Sohn eines Wissenschaftlers und einer Künstlerin. Seine Vorfahren waren zionistische Einwanderer aus England, unter ihnen der Jurist Herbert Bentwich.
Shavit leistete Wehrdienst bei den Fallschirmjägern und studierte Philosophie an der Hebräischen Universität Jerusalem.
Er arbeitete für die Wochenzeitung Koteret Rashit und engagierte sich in den 1990er Jahren in der israelischen Bürgerrechtsvereinigung. Seit 1995 arbeitete er als Reporter und Kolumnist bei der Tageszeitung Haaretz und dem Fernsehsender Kanal 10.
Nach eigener Aussage ist er als Journalist politisch links orientiert und tritt für ein Ende der israelischen Besatzung ein.
Nach dem Bekanntwerden mehrfacher Vorwürfe sexueller Belästigung von Frauen, die zunächst die Journalistin Danielle Berrin vorbrachte, beendete Shavit am 31. Oktober 2016 seine Tätigkeit für die beiden Medien.

## Publikationen
Mein gelobtes Land

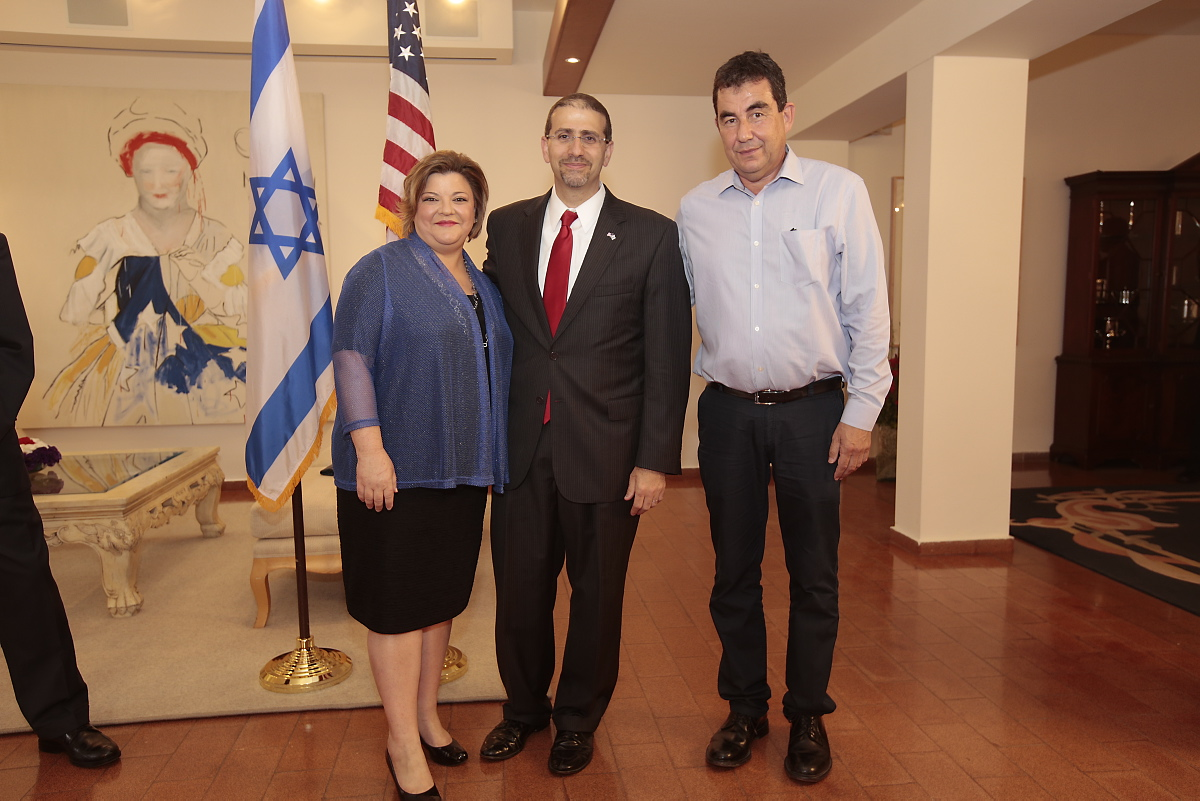
Bei einem Empfang in der Botschaft der USA in Tel Aviv, 4. Juli 2015

Shavit veröffentlichte Ende 2013 in englischer Übersetzung My Promised Land: The Triumph and Tragedy of Israel, von dem Teile zuvor in Haaretz und im New York Review of Books erschienen waren. Die WELT urteilte, Shavit führe eine Geschichtsschreibung vor, „in der sich der einordnende Blick des Historikers mit der Detailbesessenheit des Reporters verbindet.“ Er habe beispielsweise, so Richard Kämmerlings, den Brigadekommandeur des 3. Regiments aufgesucht, der selbst, 1923 in Kaunas geboren, als Jugendlicher ein Schüler Siegfried Lehmanns im Kinder- und Jugenddorf Ben Shemen gewesen sei und das arabische Lydda als Kind erlebt habe, das er später zu zerstören half.
Das Buch erregte in den USA große Aufmerksamkeit und wurde 2013 ein Bestseller. Die New York Times nahm das Werk in ihre Liste von 100 Notable Books of 2013 auf. Shavit erhielt mehrere Auszeichnungen, darunter im September 2014 den Anisfield-Wolf Book Award für Sachbücher und den National Jewish Book Award. Außerdem erhielt es den Gerrard and Ella Berman Memorial Award in History von dem Jewish Book Council und es gewann den Natan Book Award.
2015 erschien eine deutsche Übersetzung: Mein gelobtes Land. Es wurde in der Rezension des Deutschlandfunks von Carsten Hueck als das „mit Abstand informativste, differenzierteste, engagierteste und am aufregendsten geschriebene Buch zu Israel“ bezeichnet. Mitreißend werde das Werk dadurch, dass das Historische, Politische, Kulturelle ist bei ihm immer mit Persönlichem aufgeladen sei. „Hier wird polyphon und multiperspektivisch erzählt, mit narrativer Kreativität und großer Ehrlichkeit.“
Peter Kapern dagegen konstatierte, Shavit betrachte das Kapitel der Staatsgründung „mit der Präzision, aber auch der Emotionslosigkeit eines Insektenforschers, der eine Fliege unter dem Mikroskop untersucht.“ Die Entmachtung und Vertreibung der Palästinenser habe so sein müssen. „‚Sie oder wir‘ – es gab keinen anderen Weg.“ „Schulter an Schulter im Kibbuz hinter einer hohen Grenzmauer“, das sei die einzige Überlebenschance, die Ari Shavit für sein Israel und seine Israelis sehe. Mit dieser Perspektive betrachtet Peter Kapern das Buch als letztlich deprimierend. „Weil er zeigt, dass er den Weg so vieler politischer Gefährten gegangen ist. Von der versöhnungsbereiten Friedensbewegung in die israelische Wagenburg.“
Tamar Amar-Dahl bescheinigte dem Buch im Deutschlandradio Mittelmäßigkeit und kann sich den Erfolg in den USA nicht erklären. Sie vermutet den Grund darin, dass Shavit der „zunehmenden Verzweiflung und Aussichtlosigkeit über Israels konfliktträchtige politische Ordnung“ Ausdruck verleihe, zugleich aber sich zum Zionismus, mithin zum jüdischen Staat bekenne. Ari Shavits Text offenbare das „linkszionistische Dilemma: Ebenso wie der Rechtzionismus oder auch der religiöse Zionismus begreift der Linkszionismus das Konzept eines jüdischen Staats im Eretz Israel als alternativlos. Anders als seine politischen Gegner will er sich nicht mit dem Konfliktzustand abfinden. Er sucht den Frieden, obwohl er nicht wirklich daran glaubt.“
Besondere Aufmerksamkeit erlangte eines der Kapitel des Buches zum Exodus von Lydda: Die New York Times zitiert das Urteil Shavits über die Bedeutung der Einnahme Lyddas für die Existenz des Staates Israel. Für Shavit sei Lydda eine black box für die Israelis, in der das „dunkle Geheimnis des Zionismus“ liege, ohne Lydda habe Israel nicht existieren können. Der Ort, an dem der Zionismus eine menschliche Katastrophe ausgelöst habe, sei eine bleibende moralische Narbe des Staates Israel.
Omri Boehm beschäftigt sich in seinem Buch Israel – Eine Utopie (2020) mit My Promised Land. Er bezeichnet es als „eine signifikante Abkehr von dieser vertrauten liberalzionistischen Besatzungserzählung und Nakba-Verdrängung“ und schließt aus der kurzen Beschreibung: „Auf den ersten Blick gelang ihm damit etwas, das Israels renommierteste liberale Intellektuelle wie Amos Oz und seinesgleichen nicht einmal versucht hatten.“ Sogleich kritisiert Boehm jedoch, dass Shavit den Ausdruck Nakba in seinem Buch kein einziges Mal erwähnt und äußert die Vermutung, dass Shavit Selbstzensur und Zensur an den Aussagen seiner Gesprächspartner ausgeübt habe. Boehm hat deshalb Zweifel an der Glaubhaftigkeit der vermittelten „Einblicke“. Noch schwerwiegender wiegt für ihn der Vorwurf, dass Shavit „in der Not – wenn sie verdammt werden“, den israelischen Verantwortlichen jener Ereignisse „zur Seite stehen“ will, da diese, so Shavit, damit die Grundvoraussetzungen des späteren Staates geschaffen hätten. Boehm kommt zu dem Schluss: „Allem Anschein zum Trotz ist dies kein mutiges Eingeständnis von Israels existenzieller Tragödie, im Gegenteil.“ Boehm meint, dass Shavit vielmehr das Verbrechen der Nakba billige, auch wenn er, im Gegensatz zu Amos Oz, diese eigentlich thematisiere und so lediglich eine Angleichung an das Bewusstsein der Rechten erfolge, das darin bestehe, das Gewesene als gegeben zu bejahen. Ein Wandel werde durch Shavits „Verwirrspiel um den Linksliberalismus“ weiterhin verunmöglicht.
Die Darstellung Shavits wurde von Martin Kramer und anderen als historisch inkorrekt zurückgewiesen, von anderen wie Benny Morris jedoch ganz oder teilweise bestätigt.

## Vorwurf der sexuellen Belästigung
Nach Darstellung der Israel-Nachrichten trat Shavit am 31. Oktober 2016 von seinen Ämtern bei Haaretz und Kanal 10 zurück, nachdem ihn mehrere Frauen der verbalen und tätlichen sexuellen Belästigung beschuldigt hatten. Die Jüdische Zeitung Daily Forward hatte zuletzt die Anschuldigungen einer Frau veröffentlicht, die Shavit zu einem Vortrag begleiten sollte. Auf dem Weg habe er sie auf einen Kaffee eingeladen und dann ihre Hand auf eine suggestive Weise gerieben und er würde sich gerne mit ihr „allein“ in Israel treffen. Später habe Shavit sie auf ihrem Handy angerufen. Shavit veröffentlichte eine Erklärung, in der er seine Scham für die Fehler zum Ausdruck brachte, die er „in Bezug auf Menschen im Allgemeinen und Frauen im Besonderen“ gemacht habe. Kurze Zeit vorher hatte die jüdisch-amerikanische Journalistin Danielle Berrin ihn indirekt beschuldigt, sie sexuell belästigt und angegriffen zu haben, als sie versuchte, ihn in der Lobby eines Hotels in Amerika zu interviewen. Shavit hatte dies zunächst als „Flirt“ entschuldigt. Auch die Journalistin Avital Chizhik berichtete in einer Twitternachricht ähnliche Erfahrungen.

## Privates
Shavit wohnt mit Frau und zwei Kindern in Kfar Schmarjahu.

## Schriften (Auswahl)
- My Promised Land: The Triumph and Tragedy of Israel. Spiegel & Grau, New York, 2013
  - Mein gelobtes Land. Übersetzung aus dem Amerikanischen von Michael Müller und Susanne Kuhlmann-Krieg. Bertelsmann, München 2015, ISBN 978-3-570-10226-8.
- Ḥaluḳat ha-arets : Yiśreʼelim ḥoshvim ʻal ha-hitnatḳut. Jerusalem : Keter 2005 (he)